# Colonia Progresista
Colonia Progresista är en ort i Mexiko.   Den ligger i kommunen Pueblo Nuevo och delstaten Guanajuato, i den centrala delen av landet, 270 km nordväst om huvudstaden Mexico City. Colonia Progresista ligger 1 779 meter över havet och antalet invånare är 176.
Terrängen runt Colonia Progresista är huvudsakligen en högslätt. Colonia Progresista ligger uppe på en höjd. Runt Colonia Progresista är det ganska tätbefolkat, med 199 invånare per kvadratkilometer. Närmaste större samhälle är Irapuato, 13,7 km norr om Colonia Progresista. Trakten runt Colonia Progresista består till största delen av jordbruksmark.